# Charmes-sur-Rhône

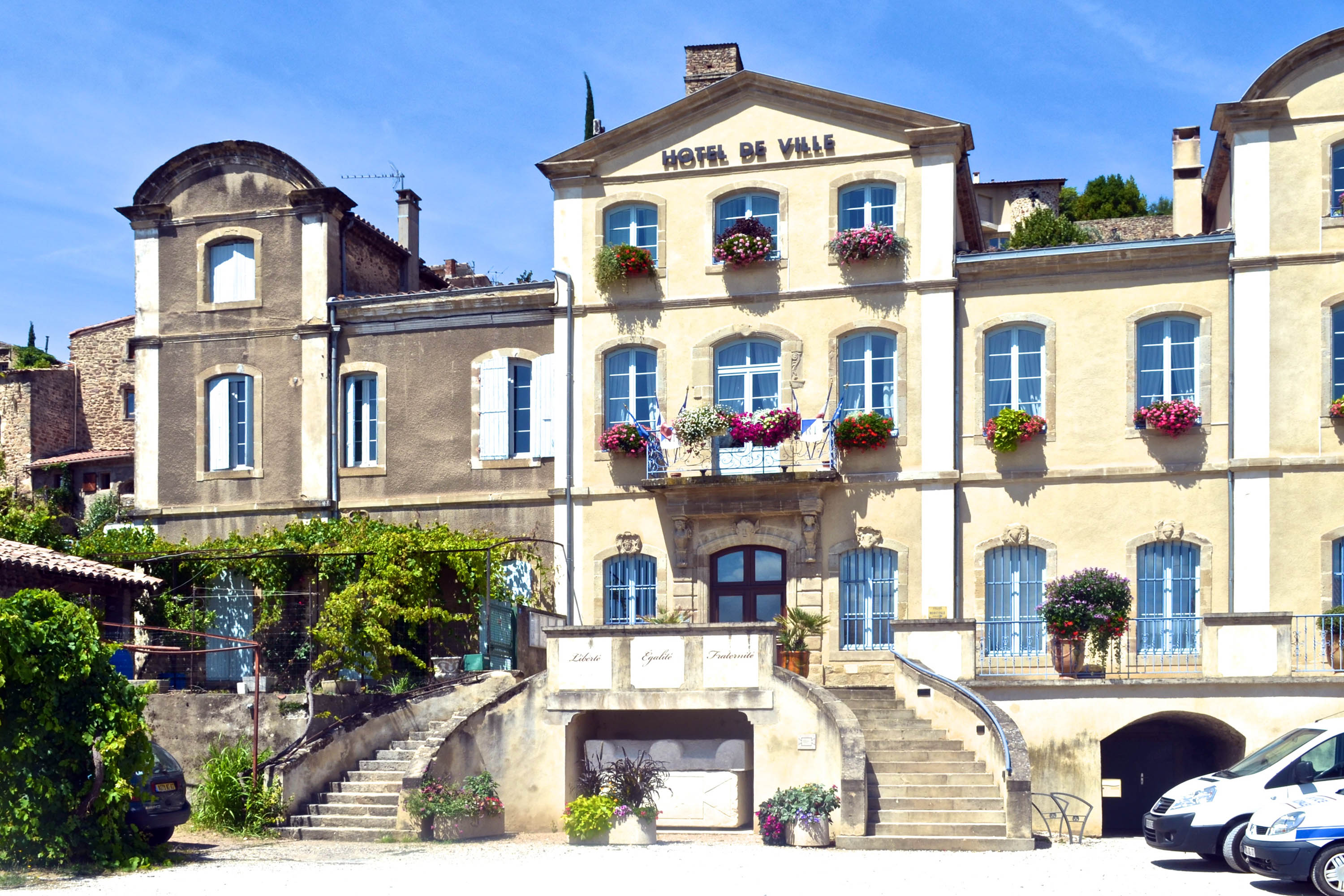
Ratusz (2012)

Charmes-sur-Rhône – miejscowość i gmina we Francji, w regionie Owernia-Rodan-Alpy, w departamencie Ardèche.
Według danych na rok 1990 gminę zamieszkiwało 1826 osób, a gęstość zaludnienia wynosiła 307 osób/km² (wśród 2880 gmin regionu Rodan-Alpy Charmes-sur-Rhône plasuje się na 473. miejscu pod względem liczby ludności, natomiast pod względem powierzchni na miejscu 1441.).